# باتريك دي ماير
باتريك دي ماير هو مغني وملحن بلجيكي، ولد في 10 نوفمبر 1963.

## وصلات خارجية
- باتريك دي ماير على موقع ميوزك برينز (الإنجليزية)
- باتريك دي ماير على موقع ديسكوغز (الإنجليزية)